# Club Natació L'Hospitalet
El Club Natació L'Hospitalet es un club deportivo español, de Hospitalet de Llobregat, centrado en las actividades acuáticas. Cuenta con secciones de natación y waterpolo.
El club tiene su sede en el barrio de Sant Josep y utiliza las Piscinas Municipales, una de 50 metros climatizada y otra de 25 metros cubierta.

## Natación
Entre los nadadores que han pasado por el club destacan los olímpicos Erika Villaécija, Mireia Belmonte, Mireia García, Mª Àngels Bardina, Teo Edo y Francisco José Hervás.

## Waterpolo
El equipo masculino jugó en la División de Honor las temporadas 1986/87, 1989/90 y 2006/2007. Al finalizar esa temporada los problemas económicos le obligaronn renunciar a la máxima categoría. Tras varios ascensos, actualmente milita en la Primera División de Liga Catalana, equivalente a cuarta categoría.
El equipo femenino ha competido en la División de Honor durante gran parte de su existencia. Actualmente compite en la Primera División.

## Secciones desaparecidas
A principios de los años 2000 se creó una sección de saltos, que cesó su actividad a finales de la década, tras haber conquistado varios campeonatos de España y de Cataluña.
Contaba con una sección de petanca, que se disolvió en 2009.